# 日本18種住法
《日本18種住法》（英語：18 Ways Of Living In Japan）是由香港電視廣播有限公司製作的旅遊節目；本節目共有6集，本節目由2023年11月13日至11月22日星期一至三晚上22:30至23:05在翡翠台播放，由李佳芯、周吉佩任主持。，節目介紹了日本多種民宿。

## 每集內容
| 集數 | 播映日期 | 主題                                                      | 備注  |
| ---- | -------- | --------------------------------------------------------- | ----- |
| 01   | 11月13日 | 一戶建空間美學、百年幸福京町家（幸福）                    | [ 1 ] |
| 02   | 11月14日 | 自家設計夢想屋、團地維繫鄰里、山川車中泊（夢想）          | [ 1 ] |
| 03   | 11月15日 | 窮人天堂的溫暖、低調的豪宅、網吧難民生活（努力）          | [ 3 ] |
| 04   | 11月20日 | 廉租老屋自行翻新、深山隱居、保育古老小鎮（守護）          | [ 4 ] |
| 05   | 11月21日 | 守護傳統茅草屋、極簡蝸居、寺院僧侶之家、家族神社 （快樂） | [ 4 ] |
| 06   | 11月22日 | 試睡凶宅、「限界集落」荒村、舊屋翻新度假屋                | [ 5 ] |

## 外部連結
- 日本18種住法- 主頁 - tvb.com （页面存档备份，存于）
- 豆瓣电影上《日本18種住法》的資料 （简体中文）